# Sa Dingding
Sa Dingding, född 27 december 1979 i Pingdingshan i  Henan är en kinesisk sångerska. Hennes far är hankines medan hennes mor är mongol och i sin musik blandar hon influenser från olika religioner och etniska minoriteter i Kina.
Sa Dingding utgav sitt första musikalbum 1998 och har sålt mer än 2 miljoner skivor i sydostasien. Hon sjunger på  mandarin, sanskrit, tibetanska och det nästan helt utdöda språket Lagu samt ett  språk som hon själv har skapat med inspiration från musiken och spelar guzheng och morin khuur. "Alive", utgiven 2007, är en samling sånger som handlar om natur och buddhism. Efter jordbävningen i Sichuan 2008 komponerade hon en sång med Éric Mouquet från Deep Forest för välgörande ändamål.